# خط عرض 23° جنوب
خط عرض 23° جنوب هي إحدى دوائر العرض الجغرافية، وهي دوائر وهمية تحيط بالكرة الأرضية، وموازية لخط الاستواء، وتتميز هذه الدائرة بأن الأراضي الواقعة عليها تنتمي للمنطقة المدارية الحارة.

## حول العالم
خط عرض 23° جنوب يبدأ من خط الزوال الأولي ويتجه شرقا ويمر عبر:
| الإحداثيات                           | البلد أو الإقليم أو البحر | ملاحظات |
| ------------------------------------ | ------------------------- | --- |
| 23°0′S 0°0′E / 23.000°S 0.000°E      | المحيط الأطلسي            | |
| 23°0′S 14°24′E / 23.000°S 14.400°E   | ناميبيا                   | |
| 23°0′S 20°0′E / 23.000°S 20.000°E    | بوتسوانا                  | |
| 23°0′S 27°57′E / 23.000°S 27.950°E   | جنوب إفريقيا              | ليمبوبو |
| 23°0′S 31°30′E / 23.000°S 31.500°E   | موزمبيق                   | |
| 23°0′S 35°34′E / 23.000°S 35.567°E   | المحيط الهندي             | قناة موزمبيق |
| 23°0′S 43°29′E / 23.000°S 43.483°E   | مدغشقر                    | |
| 23°0′S 47°48′E / 23.000°S 47.800°E   | المحيط الهندي             | |
| 23°0′S 113°50′E / 23.000°S 113.833°E | أستراليا                  | أستراليا الغربية إقليم شمالي (أستراليا) كوينزلاند |
| 23°0′S 150°46′E / 23.000°S 150.767°E | بحر المرجان               | مرورا بشمال Cato Reef in أستراليا's جزر بحر المرجان |
| 23°0′S 167°17′E / 23.000°S 167.283°E | المحيط الهادئ             | The parallel defines the southern حدود بحرية of the جزر كوك, من the خط طول 167° غرب to the خط طول 156° غرب · مرورا بشمال Morane atoll, تاهيتي · مرورا بشمال Mangareva island, تاهيتي |
| 23°0′S 70°20′W / 23.000°S 70.333°W   | تشيلي                     | |
| 23°0′S 66°58′W / 23.000°S 66.967°W   | الأرجنتين                 | |
| 23°0′S 62°0′W / 23.000°S 62.000°W    | باراغواي                  | |
| 23°0′S 55°38′W / 23.000°S 55.633°W   | البرازيل                  | ماتو غروسو دو سول بارانا (ولاية) ساو باولو (ولاية) ريو دي جانيرو (ولاية) - مرورا بجنوب the city of ريو دي جانيرو                                                                     |
| 23°0′S 43°14′W / 23.000°S 43.233°W   | المحيط الأطلسي            | مرورا بجنوب the coast of البرازيل |
| 23°0′S 42°1′W / 23.000°S 42.017°W    | البرازيل                  | Rio de Janeiro - كابو فريو |
| 23°0′S 41°58′W / 23.000°S 41.967°W   | المحيط الأطلسي            | |